# Sixième circonscription de la Loire
La sixième circonscription de la Loire est la dernière des six circonscriptions législatives françaises que compte le département de la Loire (42) situé en région Auvergne-Rhône-Alpes.

## Description géographique et démographique

### De 1958 à 1986
La sixième circonscription de la Loire était composée de :
- canton de Belmont-de-la-Loire
- canton de Charlieu
- canton de Feurs
- canton de Néronde
- canton de Perreux
- canton de Saint-Symphorien-de-Lay

Sources : Journal Officiel du 14-15 Octobre 1958.

### De 1988 à 2012
La sixième circonscription de la Loire est délimitée par le découpage électoral de la loi no 86-1197 du 24 novembre 1986
, elle regroupe les divisions administratives suivantes : 
- canton de Belmont-de-la-Loire
- canton de Charlieu
- canton de Chazelles-sur-Lyon
- canton de Feurs
- canton de Néronde
- canton de Perreux
- canton de Saint-Symphorien-de-Lay.

D'après le recensement général de la population en 1999, réalisé par l'INSEE, la population totale de cette circonscription est estimée à 88 878 habitants,.

### De 2012 à 2015
Depuis le redécoupage électoral de 2010, supprimant une circonscription dans la partie nord du département, la sixième regroupe les cantons suivants :
- canton de Boën-sur-Lignon
- canton de Chazelles-sur-Lyon
- canton de Feurs
- canton de Montbrison
- canton de Néronde
- canton de Noirétable
- canton de Saint-Galmier
- canton de Saint-Georges-en-Couzan
- canton de Saint-Germain-Laval.

### À partir de 2015
À la suite du redécoupage des cantons de 2014, les circonscriptions législatives ne sont plus composées de cantons entiers mais continuent à être définies selon les limites cantonales en vigueur en 2010. Elle est composée des cantons actuels suivants :
- Andrézieux-Bouthéon (sauf communes de Boisset-lès-Montrond, Craintilleux, Unias et Veauchette),
- Boën-sur-Lignon,
- Le Coteau (10 communes parmi les 29),
- Feurs,
- Montbrison (17 communes parmi les 31)

## Historique des députations
| Législature | Début de mandat | Fin de mandat  | Député                                                            | Parti politique | Observations                                                                               |
| ----------- | --------------- | -------------- | ----------------------------------------------------------------- | --------------- | ------------------------------------------------------------------------------------------ |
| Ire         | 9 décembre 1958 | 9 octobre 1962 | Georges Bidault                                                   | DVD             | Mandat écourté à la suite d'une dissolution parlementaire décidée par Charles de Gaulle.   |
| IIe         | 6 décembre 1962 | 2 avril 1967   | Paul Rivière                                                      | DVD             |                                                                                            |
| IIIe        | 3 avril 1967    | 30 mai 1968    | Paul Rivière                                                      | UDR             | Mandat écourté à la suite d'une dissolution parlementaire décidée par Charles de Gaulle.   |
| IVe         | 11 juillet 1968 | 1er avril 1973 | Paul Rivière                                                      | UDR             |                                                                                            |
| Ve          | 2 avril 1973    | 2 avril 1978   | Paul Rivière                                                      | UDR             |                                                                                            |
| VIe         | 3 avril 1978    | 22 mai 1981    | Pascal Clément                                                    | UDF             | Mandat écourté à la suite d'une dissolution parlementaire décidée par François Mitterrand. |
| VIIe        | 2 juillet 1981  | 1er avril 1986 | Pascal Clément                                                    | UDF             |                                                                                            |
| IXe         | 23 juin 1988    | 1er avril 1993 | Pascal Clément                                                    | UDF             |                                                                                            |
| Xe          | 2 avril 1993    | 21 avril 1997  | Jacques Cyprès (de 1993 à 1995) Pascal Clément (de 1995 à 1997),  | UDF,            | Mandat écourté à la suite d'une dissolution parlementaire décidée par Jacques Chirac.      |
| XIe         | 12 juin 1997    | 18 juin 2002   | Pascal Clément,                                                   | UDF,            |                                                                                            |
| XIIe        | 19 juin 2002    | 19 juin 2007   | Pascal Clément (de 2002 à 2005) Liliane Vaginay (de 2005 à 2007), | UMP,            |                                                                                            |
| XIIIe       | 20 juin 2007    | 19 juin 2012   | Pascal Clément                                                    | UMP             |                                                                                            |
| XIVe        | 20 juin 2012    | 20 juin 2017   | Paul Salen                                                        | UMP             |                                                                                            |
| XVe         | 21 juin 2017    | 21 juin 2022   | Julien Borowczyk                                                  | LREM            |                                                                                            |
| XVIe        | 22 juin 2022    | 9 juin 2024    | Jean-Pierre Taite                                                 | LR              | Mandat écourté à la suite d'une dissolution parlementaire décidée par Emmanuel Macron.     |
| XVIIe       | 8 juillet 2024  | En cours       | Jean-Pierre Taite                                                 | LR              |                                                                                            |

## Historique des élections

### Élections de 1958
| Candidat       | Candidat            | Parti          | Premier tour | Premier tour | Second tour | Second tour |  |
| Candidat       | Candidat            | Parti          | Voix         | %            | Voix        | %           |  |
| -------------- | ------------------- | -------------- | ------------ | ------------ | ----------- | ----------- |  |
|                | Georges Bidault élu | MRP            | 17 595       | 49,49        | 18 017      | 51,96       |  |
|                | Ennemond Thoral     | SFIO           | 7 405        | 20,83        | 10 377      | 29,93       |  |
|                | Claude Chavanon     | Modérés        | 6 662        | 18,74        | 6 281       | 18,11       |  |
|                | Albert Ressicaud    | PCF            | 3 889        | 10,94        | Retrait     | Retrait     |  |
|                |                     |                |              |              |             |             |  |
| Inscrits       | Inscrits            | Inscrits       | 48 844       | 100,00       | 48 844      | 100,00      |  |
| Abstentions    | Abstentions         | Abstentions    | 12 048       | 24,67        | 13 358      | 27,35       |  |
| Votants        | Votants             | Votants        | 36 796       | 75,33        | 35 486      | 72,65       |  |
| Blancs et nuls | Blancs et nuls      | Blancs et nuls | 1 245        | 3,38         | 811         | 2,29        |  |
| Exprimés       | Exprimés            | Exprimés       | 35 551       | 96,62        | 34 675      | 97,71       |  |

Le suppléant de Georges Bidault était Gaston Charnay, employé cadre des travaux publics.

### Élections de 1962
| Candidat       | Candidat         | Parti          | Premier tour | Premier tour | Second tour | Second tour |  |
| Candidat       | Candidat         | Parti          | Voix         | %            | Voix        | %           |  |
| -------------- | ---------------- | -------------- | ------------ | ------------ | ----------- | ----------- |  |
|                | Paul Rivière élu | UNR-UDT        | 7 696        | 24,34        | 16 351      | 50,51       |  |
|                | Ennemond Thoral  | SFIO           | 7 309        | 23,12        | 16 019      | 49,49       |  |
|                | Charles Gallet   | CR             | 6 657        | 21,06        | Retrait     | Retrait     |  |
|                | Léon Coquard     | CNIP           | 6 118        | 19,35        | Retrait     | Retrait     |  |
|                | Albert Ressicaud | PCF            | 3 164        | 10,01        | Retrait     | Retrait     |  |
|                | Paul d'Erfurth   | UFF            | 669          | 2,12         |             |             |  |
|                |                  |                |              |              |             |             |  |
| Inscrits       | Inscrits         | Inscrits       | 47 702       | 100,00       | 47 703      | 100,00      |  |
| Abstentions    | Abstentions      | Abstentions    | 15 212       | 31,89        | 13 959      | 29,26       |  |
| Votants        | Votants          | Votants        | 32 490       | 68,11        | 33 744      | 70,74       |  |
| Blancs et nuls | Blancs et nuls   | Blancs et nuls | 877          | 2,7          | 1 374       | 4,07        |  |
| Exprimés       | Exprimés         | Exprimés       | 31 613       | 97,3         | 32 370      | 95,93       |  |

La suppléante de Paul Rivière était Marguerite Gonon, ingénieur au CNRS.

### Élections de 1967
| Candidat       | Candidat                   | Parti          | Premier tour | Premier tour | Second tour | Second tour |  |
| Candidat       | Candidat                   | Parti          | Voix         | %            | Voix        | %           |  |
| -------------- | -------------------------- | -------------- | ------------ | ------------ | ----------- | ----------- |  |
|                | Paul Rivière sortant réélu | UD-Ve          | 13 047       | 36,03        | 16 668      | 45,26       |  |
|                | Joseph Perrin              | FGDS (CIR)     | 9 050        | 24,99        | 14 714      | 39,95       |  |
|                | Louis Mercier              | CD (PDM)       | 5 933        | 16,39        | 5 447       | 14,79       |  |
|                | Léon Coquard               | Modérés        | 4 557        | 12,59        |             |             |  |
|                | Paul Jury                  | PCF            | 3 621        | 10           |             |             |  |
|                |                            |                |              |              |             |             |  |
| Inscrits       | Inscrits                   | Inscrits       | 46 984       | 100,00       | 46 986      | 100,00      |  |
| Abstentions    | Abstentions                | Abstentions    | 9 880        | 21,03        | 9 493       | 20,2        |  |
| Votants        | Votants                    | Votants        | 37 104       | 78,97        | 37 493      | 79,8        |  |
| Blancs et nuls | Blancs et nuls             | Blancs et nuls | 896          | 2,41         | 664         | 1,77        |  |
| Exprimés       | Exprimés                   | Exprimés       | 36 208       | 97,59        | 36 829      | 98,23       |  |

Le suppléant de Paul Rivière était Jean-François Deleurence, exploitant agricole à Poncins.

### Élections de 1968
| Candidat       | Candidat                   | Parti          | Premier tour | Premier tour | Second tour | Second tour |  |
| Candidat       | Candidat                   | Parti          | Voix         | %            | Voix        | %           |  |
| -------------- | -------------------------- | -------------- | ------------ | ------------ | ----------- | ----------- |  |
|                | Paul Rivière sortant réélu | UDR (URP)      | 18 051       | 49,43        | 21 498      | 62,03       |  |
|                | Joseph Perrin              | FGDS (CIR)     | 8 308        | 22,75        | 13 161      | 37,97       |  |
|                | Robert Dupayrat            | CD (PDM)       | 6 481        | 17,75        | Retrait     | Retrait     |  |
|                | André Barge                | PCF            | 3 675        | 10,06        |             |             |  |
|                |                            |                |              |              |             |             |  |
| Inscrits       | Inscrits                   | Inscrits       | 46 726       | 100,00       | 46 719      | 100,00      |  |
| Abstentions    | Abstentions                | Abstentions    | 9 472        | 20,27        | 10 854      | 23,23       |  |
| Votants        | Votants                    | Votants        | 37 254       | 79,73        | 35 865      | 76,77       |  |
| Blancs et nuls | Blancs et nuls             | Blancs et nuls | 739          | 1,98         | 1 206       | 3,36        |  |
| Exprimés       | Exprimés                   | Exprimés       | 36 515       | 98,02        | 34 659      | 96,64       |  |

Le suppléant de Paul Rivière était Jean-François Deleurence.

### Élections de 1973
| Candidat       | Candidat                   | Parti          | Premier tour | Premier tour | Second tour | Second tour |  |
| Candidat       | Candidat                   | Parti          | Voix         | %            | Voix        | %           |  |
| -------------- | -------------------------- | -------------- | ------------ | ------------ | ----------- | ----------- |  |
|                | Paul Rivière sortant réélu | UDR (URP)      | 12 963       | 35,17        | 20 187      | 54,1        |  |
|                | Pierre Chopelin            | PS (UGSD)      | 8 473        | 22,99        | 17 125      | 45,9        |  |
|                | Honoré Ouillon             | MR             | 5 934        | 16,1         | Retrait     | Retrait     |  |
|                | Daniel Durand              | PCF            | 4 942        | 13,41        | Retrait     | Retrait     |  |
|                | Louis Brun                 | Divers droite  | 2 919        | 7,92         |             |             |  |
|                | Georges Darne              | Divers         | 1 371        | 3,72         |             |             |  |
|                | M. Soulage                 | FN             | 258          | 0,7          |             |             |  |
|                |                            |                |              |              |             |             |  |
| Inscrits       | Inscrits                   | Inscrits       | 47 842       | 100,00       | 47 819      | 100,00      |  |
| Abstentions    | Abstentions                | Abstentions    | 9 801        | 20,49        | 9 091       | 19,01       |  |
| Votants        | Votants                    | Votants        | 38 041       | 79,51        | 38 728      | 80,99       |  |
| Blancs et nuls | Blancs et nuls             | Blancs et nuls | 1 181        | 3,1          | 1 416       | 3,66        |  |
| Exprimés       | Exprimés                   | Exprimés       | 36 860       | 96,9         | 37 312      | 96,34       |  |

Le suppléant de Paul Rivière était Jean Magnin, directeur d'hôpital, adjoint au maire de Feurs.

### Élections de 1978
| Candidat       | Candidat               | Parti          | Premier tour | Premier tour | Second tour | Second tour |  |
| Candidat       | Candidat               | Parti          | Voix         | %            | Voix        | %           |  |
| -------------- | ---------------------- | -------------- | ------------ | ------------ | ----------- | ----------- |  |
|                | Pascal Clément élu     | UDF (PR)       | 13 084       | 31,06        | 25 122      | 57,38       |  |
|                | Pierre Chopelin        | PS             | 10 396       | 24,68        | 18 662      | 42,62       |  |
|                | Paul Rivière sortant   | RPR            | 8 256        | 19,6         | Retrait     | Retrait     |  |
|                | Paul Guilhou           | PCF            | 5 052        | 11,99        |             |             |  |
|                | René Mure              | CNIP           | 1 982        | 4,7          |             |             |  |
|                | Odette Boudot          | PSU (FA)       | 1 388        | 3,29         |             |             |  |
|                | Alexis Lombard         | Divers droite  | 832          | 1,97         |             |             |  |
|                | Marie-Josèphe Defrance | LO             | 665          | 1,58         |             |             |  |
|                | Georges Ernst          | Divers         | 474          | 1,13         |             |             |  |
|                |                        |                |              |              |             |             |  |
| Inscrits       | Inscrits               | Inscrits       | 52 439       | 100,00       | 52 442      | 100,00      |  |
| Abstentions    | Abstentions            | Abstentions    | 9 293        | 17,72        | 7 808       | 14,89       |  |
| Votants        | Votants                | Votants        | 43 146       | 82,28        | 44 634      | 85,11       |  |
| Blancs et nuls | Blancs et nuls         | Blancs et nuls | 1 017        | 2,36         | 850         | 1,9         |  |
| Exprimés       | Exprimés               | Exprimés       | 42 129       | 97,64        | 43 784      | 98,1        |  |

Le suppléant de Pascal Clément était Bernard Blanchardon, adjoint au maire du Coteau.

### Élections de 1981
|                | Pascal Clément sortant réélu | UDF (PR)       | 20 451 | 52,76  |  |  |  |
|                | Jean-Claude Frécon           | PS             | 15 386 | 39,70  |  |  |  |
|                | Paul Guilhou                 | PCF            | 2 922  | 7,54   |  |  |  |
|                |                              |                |        |        |  |  |  |
| Inscrits       | Inscrits                     | Inscrits       | 53 590 | 100,00 |  |  |  |
| Abstentions    | Abstentions                  | Abstentions    | 14 290 | 26,67  |  |  |  |
| Votants        | Votants                      | Votants        | 39 300 | 73,33  |  |  |  |
| Blancs et nuls | Blancs et nuls               | Blancs et nuls | 541    | 1,38   |  |  |  |
| Exprimés       | Exprimés                     | Exprimés       | 38 759 | 98,62  |  |  |  |

Le suppléant de Pascal Clément était Bernard Blanchardon.

### Élections de 1988
|                | Pascal Clément sortant réélu | UDF (PR) (URC) | 20 760 | 51,92  |  |  |  |
|                | Jean-Claude Frécon           | PS             | 13 949 | 34,89  |  |  |  |
|                | Amaury de Couespel           | FN             | 2 778  | 6,95   |  |  |  |
|                | René Lapalus                 | PCF            | 2 498  | 6,25   |  |  |  |
|                |                              |                |        |        |  |  |  |
| Inscrits       | Inscrits                     | Inscrits       | 61 703 | 100,00 |  |  |  |
| Abstentions    | Abstentions                  | Abstentions    | 21 096 | 34,19  |  |  |  |
| Votants        | Votants                      | Votants        | 40 607 | 65,81  |  |  |  |
| Blancs et nuls | Blancs et nuls               | Blancs et nuls | 622    | 1,53   |  |  |  |
| Exprimés       | Exprimés                     | Exprimés       | 39 985 | 98,47  |  |  |  |

Le suppléant de Pascal Clément était Bernard Blanchardon.

### Élections de 1993
|                | Pascal Clément sortant réélu | UDF (PR)       | 23 677 | 57,63  |  |  |  |
|                | Albert Prost                 | PS (ADFP)      | 5 181  | 12,61  |  |  |  |
|                | Frédéric Granjon             | FN             | 4 626  | 11,26  |  |  |  |
|                | Régis Usson                  | GÉ (EÉ)        | 3 172  | 7,72   |  |  |  |
|                | René Lapalus                 | PCF            | 2 963  | 7,21   |  |  |  |
|                | Jérôme Martini               | LT-LNÉ         | 1 464  | 3,56   |  |  |  |
|                |                              |                |        |        |  |  |  |
| Inscrits       | Inscrits                     | Inscrits       | 62 671 | 100,00 |  |  |  |
| Abstentions    | Abstentions                  | Abstentions    | 19 034 | 30,37  |  |  |  |
| Votants        | Votants                      | Votants        | 43 637 | 69,63  |  |  |  |
| Blancs et nuls | Blancs et nuls               | Blancs et nuls | 2 554  | 5,85   |  |  |  |
| Exprimés       | Exprimés                     | Exprimés       | 41 083 | 94,15  |  |  |  |

Le suppléant de Pascal Clément était Jacques Cyprès, directeur commercial, maire de Notre-Dame-de-Boisset. Jacques Cyprès remplaça Pascal Clément, nommé membre du gouvernement, du 2 mai 1993 au 19 mai 1995.

### Élection partielle de 1995
Organisée à la suite de la démission de Jacques Cyprès.
|                | Pascal Clément élu | UDF      | 18 253 | 57,21  |  |  |  |
|                | Jean-Marc Sarnin   | PS       | 7 053  | 22,11  |  |  |  |
|                | Jean-Claude Suchel | FN       | 3 559  | 11,15  |  |  |  |
|                | Maryse Poyet       | PCF      | 2 518  | 7,89   |  |  |  |
|                | Jean-Paul Bastin   | MDC      | 522    | 1,64   |  |  |  |
|                |                    |          |        |        |  |  |  |
| Inscrits       | Inscrits           | Inscrits |        | 100,00 |  |  |  |
| Abstentions    |                    |          |        |        |  |  |  |
| Votants        |                    |          |        |        |  |  |  |
| Blancs et nuls |                    |          |        |        |  |  |  |
| Exprimés       | Exprimés           | Exprimés | 31 905 |        |  |  |  |

Le suppléant de Pascal Clément était Jacques Cyprès.

### Élections de 1997
| Candidat       | Candidat                     | Parti          | Premier tour | Premier tour | Second tour | Second tour |  |
| Candidat       | Candidat                     | Parti          | Voix         | %            | Voix        | %           |  |
| -------------- | ---------------------------- | -------------- | ------------ | ------------ | ----------- | ----------- |  |
|                | Pascal Clément sortant réélu | UDF (PR)       | 16 191       | 39,64        | 22 991      | 55,36       |  |
|                | Dominique Fruleux            | PS             | 10 318       | 25,26        | 18 539      | 44,64       |  |
|                | Jean-Claude Suchel           | FN             | 6 560        | 16,06        |             |             |  |
|                | Maryse Poyet                 | PCF            | 3 342        | 8,18         |             |             |  |
|                | Sabine Pérouse               | LDI (MPF)      | 1 735        | 4,25         |             |             |  |
|                | Régis Usson                  | GÉ             | 1 458        | 3,57         |             |             |  |
|                | Christian Prat               | Les Verts      | 1 239        | 3,03         |             |             |  |
|                |                              |                |              |              |             |             |  |
| Inscrits       | Inscrits                     | Inscrits       | 62 153       | 100,00       | 62 153      | 100,00      |  |
| Abstentions    | Abstentions                  | Abstentions    | 18 491       | 29,75        | 17 773      | 28,6        |  |
| Votants        | Votants                      | Votants        | 43 662       | 70,25        | 44 380      | 71,4        |  |
| Blancs et nuls | Blancs et nuls               | Blancs et nuls | 2 819        | 6,46         | 2 850       | 6,42        |  |
| Exprimés       | Exprimés                     | Exprimés       | 40 843       | 93,54        | 41 530      | 93,58       |  |

Le suppléant de Pascal Clément était Jacques Cyprès.

### Élections de 2002
|                | Pascal Clément sortant réélu | UMP              | 20 691 | 50,12  |  |  |  |
|                | Dominique Fruleux            | PS               | 8 966  | 21,72  |  |  |  |
|                | Cyprien Bertrand-Magat       | FN               | 5 552  | 13,45  |  |  |  |
|                | Christine Chevillard         | PCF              | 1 884  | 4,56   |  |  |  |
|                | Jean-Marc Di Battista        | Les Verts        | 969    | 2,35   |  |  |  |
|                | Marianne Peguet              | MPF              | 669    | 1,62   |  |  |  |
|                | Christine Pessah             | LO               | 641    | 1,55   |  |  |  |
|                | Catherine Alla               | CPNT             | 622    | 1,51   |  |  |  |
|                | Sébastien Teychène           | LT-LNÉ           | 543    | 1,32   |  |  |  |
|                | Elvis Bonnet                 | MNR              | 457    | 1,11   |  |  |  |
|                | Jean-Jacques Breton          | GÉ               | 177    | 0,43   |  |  |  |
|                | Isabelle Lebrot              | Pôle républicain | 112    | 0,27   |  |  |  |
|                | Hélène Leylavergne           | Divers gauche    | 0      | 0      |  |  |  |
|                |                              |                  |        |        |  |  |  |
| Inscrits       | Inscrits                     | Inscrits         | 65 577 | 100,00 |  |  |  |
| Abstentions    | Abstentions                  | Abstentions      | 23 221 | 35,41  |  |  |  |
| Votants        | Votants                      | Votants          | 42 356 | 64,59  |  |  |  |
| Blancs et nuls | Blancs et nuls               | Blancs et nuls   | 1 073  | 2,53   |  |  |  |
| Exprimés       | Exprimés                     | Exprimés         | 41 283 | 97,47  |  |  |  |

La suppléante de Pascal Clément était Liliane Vaginay, maire de Sevelinges, Présidente de la Communauté de communes de Belmont-de-la-Loire. Liliane Vaginay remplaça Pascal Clément, nommé membre du gouvernement, du 3 juillet 2005 au 19 juin 2007.

### Élections de 2007
| Candidat       | Candidat                     | Parti          | Premier tour | Premier tour | Second tour | Second tour |  |
| Candidat       | Candidat                     | Parti          | Voix         | %            | Voix        | %           |  |
| -------------- | ---------------------------- | -------------- | ------------ | ------------ | ----------- | ----------- |  |
|                | Pascal Clément sortant réélu | UMP            | 19 231       | 47,23        | 22 401      | 60,51       |  |
|                | Dominique Fruleux            | PS             | 7 778        | 19,1         | 14 617      | 39,49       |  |
|                | Nicolas Poirieux             | UDF–MoDem      | 3 957        | 9,72         |             |             |  |
|                | Sophie Robert                | FN             | 2 644        | 6,49         |             |             |  |
|                | Jean Duverger                | Les Verts      | 1 503        | 3,69         |             |             |  |
|                | Francis Gruzelle             | Divers droite  | 1 275        | 3,13         |             |             |  |
|                | Patricia Ospelt              | LCR            | 1 125        | 2,76         |             |             |  |
|                | Georges Suzan                | PCF            | 1 117        | 2,74         |             |             |  |
|                | Ludivine Joset               | MPF            | 673          | 1,65         |             |             |  |
|                | Stanislas Makowka            | LT-LNÉ         | 516          | 1,27         |             |             |  |
|                | Bernard Chuzeville           | Divers         | 451          | 1,11         |             |             |  |
|                | Christine Pessah             | LO             | 446          | 1,1          |             |             |  |
|                |                              |                |              |              |             |             |  |
| Inscrits       | Inscrits                     | Inscrits       | 69 461       | 100,00       | 69 472      | 100,00      |  |
| Abstentions    | Abstentions                  | Abstentions    | 27 830       | 40,07        | 30 409      | 43,77       |  |
| Votants        | Votants                      | Votants        | 41 631       | 59,93        | 39 063      | 56,23       |  |
| Blancs et nuls | Blancs et nuls               | Blancs et nuls | 915          | 2,2          | 2 045       | 5,24        |  |
| Exprimés       | Exprimés                     | Exprimés       | 40 716       | 97,8         | 37 018      | 94,76       |  |

### Élections de 2012
| Candidat       | Candidat                   | Parti          | Premier tour | Premier tour | Second tour | Second tour |  |
| Candidat       | Candidat                   | Parti          | Voix         | %            | Voix        | %           |  |
| -------------- | -------------------------- | -------------- | ------------ | ------------ | ----------- | ----------- |  |
|                | Yves Nicolin sortant réélu | UMP            | 25 645       | 41,85        | 33 487      | 56,35       |  |
|                | Laure Déroche              | PS             | 19 803       | 32,32        | 25 936      | 43,65       |  |
|                | Michèle Agrafeil           | RBM (FN)       | 8 270        | 13,50        |             |             |  |
|                | Jean-Paul Loire            | FG (PG) (PCF)  | 3 616        | 5,90         |             |             |  |
|                | Serge Alibert              | EÉLV           | 1 771        | 2,89         |             |             |  |
|                | Jean-François Vial         | AC (CNIP)      | 1 030        | 1,68         |             |             |  |
|                | Gérard Dumas               | POI            | 698          | 1,14         |             |             |  |
|                | Édith Roche                | LO             | 334          | 0,55         |             |             |  |
|                | Yonnel Levy                | Pirate         | 111          | 0,18         |             |             |  |
|                | Pascale Chrétien           | DLR            | 0            | 0,00         |             |             |  |
|                |                            |                |              |              |             |             |  |
| Inscrits       | Inscrits                   | Inscrits       | 101 389      | 100,00       | 101 386     | 100,00      |  |
| Abstentions    | Abstentions                | Abstentions    | 39 171       | 38,63        | 39 833      | 39,29       |  |
| Votants        | Votants                    | Votants        | 62 218       | 61,37        | 61 553      | 60,71       |  |
| Blancs et nuls | Blancs et nuls             | Blancs et nuls | 940          | 1,51         | 2 130       | 3,46        |  |
| Exprimés       | Exprimés                   | Exprimés       | 61 278       | 98,49        | 59 423      | 96,54       |  |

### Élections de 2017
|                                                                         |                                                                                     |                           |                           |                          |                          |
|                                                                         |                                                                                     | Premier tour 11 juin 2017 | Premier tour 11 juin 2017 | Second tour 18 juin 2017 | Second tour 18 juin 2017 |
|                                                                         |                                                                                     |                           |                           |                          |                          |
|                                                                         |                                                                                     | Nombre                    | % des inscrits            | Nombre                   | % des inscrits           |
| Inscrits                                                                | Inscrits                                                                            | 107 616                   | 100,00                    | 107 513                  | 100,00                   |
| Abstentions                                                             | Abstentions                                                                         | 53 790                    | 49,98                     | 62 539                   | 58,17                    |
| Votants                                                                 | Votants                                                                             | 53 826                    | 50,02                     | 44 974                   | 41,83                    |
|                                                                         |                                                                                     |                           | % des votants             |                          | % des votants            |
| Bulletins blancs                                                        | Bulletins blancs                                                                    | 634                       | 1,18                      | 3 079                    | 6,85                     |
| Bulletins nuls                                                          | Bulletins nuls                                                                      | 248                       | 0,46                      | 1 355                    | 3,01                     |
| Suffrages exprimés                                                      | Suffrages exprimés                                                                  | 52 944                    | 98,36                     | 40 540                   | 90,14                    |
|                                                                         |                                                                                     |                           |                           |                          |                          |
| Candidat Étiquette politique (partis et alliances)                      | Candidat Étiquette politique (partis et alliances)                                  | Voix                      | % des exprimés            | Voix                     | % des exprimés           |
|                                                                         |                                                                                     |                           |                           |                          |                          |
|                                                                         | Julien Borowczyk La République en marche                                            | 19 821                    | 37,44                     | 23 055                   | 56,87                    |
|                                                                         | Paul Salen (député sortant) Les Républicains (Union des démocrates et indépendants) | 11 973                    | 22,61                     | 17 485                   | 43,13                    |
|                                                                         | Sophie Robert Front national                                                        | 9 105                     | 17,20                     |                          |                          |
|                                                                         | Sadia Nadia Seghir La France insoumise                                              | 4 700                     | 8,88                      |                          |                          |
|                                                                         | Jean Duverger Écologiste (Parti socialiste - Parti communiste français)             | 3 024                     | 5,71                      |                          |                          |
|                                                                         | Nicolas Poirieux Divers droite                                                      | 1 837                     | 3,47                      |                          |                          |
|                                                                         | Marie Goncalves Debout la France                                                    | 1 010                     | 1,91                      |                          |                          |
|                                                                         | Cécile Maisonnette Lutte ouvrière                                                   | 455                       | 0,86                      |                          |                          |
|                                                                         | Bernard Chuzeville Écologiste (Mouvement 100 %)                                     | 423                       | 0,80                      |                          |                          |
|                                                                         | Ludovic Vaginay Divers (Parti animaliste)                                           | 358                       | 0,68                      |                          |                          |
|                                                                         | Michel Cuenin Divers (Union populaire républicaine)                                 | 238                       | 0,45                      |                          |                          |
| Source : Ministère de l'Intérieur - Sixième circonscription de la Loire |                                                                                     |                           |                           |                          |                          |

### Élections de 2022
| Résultats des élections législatives des 12 et 19 juin 2022 de la 6e circonscription de la Loire |                          |                          |                          |              |              |             |             |
| Candidat                                                                                         | Candidat                 | Parti et coalition       | Nuance                   | Premier tour | Premier tour | Second tour | Second tour |
| Candidat                                                                                         | Candidat                 | Parti et coalition       | Nuance                   | Voix         | %            | Voix        | %           |
|                                                                                                  | Julien Borowczyk         | H (ENS)                  | ENS                      | 14 590       | 26,43        | 19 891      | 44,26       |
|                                                                                                  | Jean-Pierre Taite        | LR (UDC)                 | LR                       | 14 001       | 25,36        | 25 050      | 55,74       |
|                                                                                                  | Grégoire Granger         | RN                       | RN                       | 11 527       | 20,88        |             |             |
|                                                                                                  | Marie-Paule Olive        | LFI (NUPES)              | NUP                      | 10 482       | 18,99        |             |             |
|                                                                                                  | Maylis Perrot            | REC                      | REC                      | 2 240        | 4,06         |             |             |
|                                                                                                  | Marie-Belle Robinot      | DLF (UPF)                | DSV                      | 688          | 1,25         |             |             |
|                                                                                                  | Catherine Briaut         | PA                       | ECO                      | 642          | 1,16         |             |             |
|                                                                                                  | Yves Petiot              | LO                       | DXG                      | 593          | 1,07         |             |             |
|                                                                                                  | Jacqueline Marcuccilli   | POID                     | DXG                      | 439          | 0,80         |             |             |
| Votes valides                                                                                    | Votes valides            | Votes valides            | Votes valides            | 55 202       | 97,99        | 44 941      | 90,33       |
| Votes blancs                                                                                     | Votes blancs             | Votes blancs             | Votes blancs             | 838          | 1,49         | 3 696       | 7,43        |
| Votes nuls                                                                                       | Votes nuls               | Votes nuls               | Votes nuls               | 296          | 0,53         | 1 113       | 2,24        |
| Total                                                                                            | Total                    | Total                    | Total                    | 56 336       | 100          | 49 750      | 100         |
| Abstention                                                                                       | Abstention               | Abstention               | Abstention               | 54 802       | 49,31        | 61 434      | 55,25       |
| Inscrits / participation                                                                         | Inscrits / participation | Inscrits / participation | Inscrits / participation | 111 138      | 50,69        | 111 184     | 44,75       |

### Élections de 2024
| Candidat                 | Candidat                 | Parti et coalition       | Nuance                   | Premier tour | Premier tour | Second tour | Second tour |
| Candidat                 | Candidat                 | Parti et coalition       | Nuance                   | Voix         | %            | Voix        | %           |
| ------------------------ | ------------------------ | ------------------------ | ------------------------ | ------------ | ------------ | ----------- | ----------- |
|                          | Grégoire Granger         | RN                       | RN                       | 31 016       | 39,71        | 34 627      | 44,83       |
|                          | Jean-Pierre Taite        | LR                       | LR                       | 21 724       | 27,81        | 42 621      | 55,17       |
|                          | Maire-Paule Olive        | LFI (NFP)                | UG                       | 13 472       | 17,25        |             |             |
|                          | Alexandre Silva          | RE (ENS)                 | DVC                      | 9 721        | 12,45        |             |             |
|                          | Yves Petiot              | LO                       | EXG                      | 720          | 0,92         |             |             |
|                          | Norbert Trichard         | PT                       | EXG                      | 502          | 0,64         |             |             |
|                          | Sandra Haury             | LRC                      | ECO                      | 480          | 0,61         |             |             |
|                          | Yvan Guy-Mercier         | REC                      | REC                      | 470          | 0,60         |             |             |
|                          |                          |                          |                          |              |              |             |             |
| Suffrages exprimés       | Suffrages exprimés       | Suffrages exprimés       | Suffrages exprimés       | 78 105       | 97,35        | 77 248      | 95,72       |
| Votes blancs             | Votes blancs             | Votes blancs             | Votes blancs             | 1 532        | 1,91         | 2 460       | 3,05        |
| Votes nuls               | Votes nuls               | Votes nuls               | Votes nuls               | 597          | 0,74         | 993         | 1,23        |
| Total                    | Total                    | Total                    | Total                    | 80 234       | 100          | 80 701      | 100         |
| Abstention               | Abstention               | Abstention               | Abstention               | 31 623       | 28,27        | 31 169      | 27,86       |
| Inscrits / participation | Inscrits / participation | Inscrits / participation | Inscrits / participation | 111 857      | 71,73        | 111 870     | 72,14       |

#### Département de la Loire
- La fiche de l'INSEE de cette circonscription : « Tableaux et Analyses de la sixième circonscription de la Loire », sur insee.fr, site de l'Institut national de la statistique et des études économiques (consulté le 10 juin 2007) [PDF]

- « Tous les députés du département de la Loire depuis 1789 », sur assemblee-nationale.fr, site de l'Assemblée nationale française (consulté le 10 juin 2007)

- « Informations contentieuses sur le département de la Loire (Élections législatives de 2002) »(Archive.org • Wikiwix • Archive.is • Google • Que faire ?), sur conseil-constitutionnel.fr, site du Conseil constitutionnel (consulté le 13 juin 2007)

#### Circonscriptions en France
- « Carte des circonscriptions législatives en France », sur assemblee-nationale.fr, site de l'Assemblée nationale française (consulté le 10 juin 2007)

- « Résultats électoraux officiels en France »(Archive.org • Wikiwix • Archive.is • Google • Que faire ?), sur interieur.gouv.fr, site du ministère de l'Intérieur (France) (consulté le 13 juin 2007)

- Description et Atlas des circonscriptions électorales de France sur http://www.atlaspol.com, Atlaspol, site de cartographie géopolitique, consulté le 13 juin 2007.